# Xiao Yi
Xiao Yi (chiń. 小乙), imię osobiste Zi Lian – władca Chin z dynastii Shang.
Starożytna chińska kronika Zapiski historyka autorstwa Sima Qiana informuje, że wstąpił na tron po śmierci brata Xiao Xina. Jego stolicą było miasto Yin. Rządził przez 10 lat. Otrzymał pośmiertnie imię Xiao Yi, a jego następcą został jego syn Wu Ding.